# Tiril Eckhoff
Tiril Kampenhaug Eckhoff, född 21 maj 1990 i Bærum, är en norsk skidskytt. Hon tävlar för klubben Fossum IF. Hon började tävla i det norska skidskyttelaget 2008. 
Första världscupsegern tog hon på sprinten i Östersund den 6 december 2014.
Hon vann brons i masstarten, brons i stafetten och guld i mixstafetten vid olympiska vinterspelen 2014 i Sotji.
Hon blev världsmästare i sprint och stafett på hemmaplan i Holmenkollen 2016. Den 15 mars 2023 meddelade hon att hon avslutar skidskyttekarriären efter säsongen 2022–2023.
Hennes bror Stian Eckhoff är också skidskytt.

## Världscupsegrar
Not: VM-tävlingar ingår också i världscupen

### Individuellt
| Nr | Datum            | Plats            | Land      | Disciplin   | Källa |
| -- | ---------------- | ---------------- | --------- | ----------- | ----- |
| 1  | 6 december 2014  | Östersund        | Sverige   | Sprint      | [ 5 ] |
| 2  | 5 mars 2016      | Holmenkollen     | Norge     | Sprint (VM) | [ 6 ] |
| 3  | 10 mars 2017     | Kontiolax        | Finland   | Sprint      |       |
| 4  | 19 mars 2017     | Holmenkollen     | Norge     | Masstart    |       |
| 5  | 18 januari 2018  | Antholz          | Italien   | Sprint      |       |
| 6  | 7 februari 2019  | Canmore          | Kanada    | Distans     | [ 7 ] |
| 7  | 15 december 2020 | Hochfilzen       | Österrike | Jaktstart   |       |
| 8  | 20 december 2020 | Le Grand-Bornand | Frankrike | Sprint      |       |
| 10 | 21 december 2020 | Le Grand-Bornand | Frankrike | Jaktstart   |       |
| 10 | 22 december 2020 | Le Grand-Bornand | Frankrike | Masstart    |       |